# Gazell

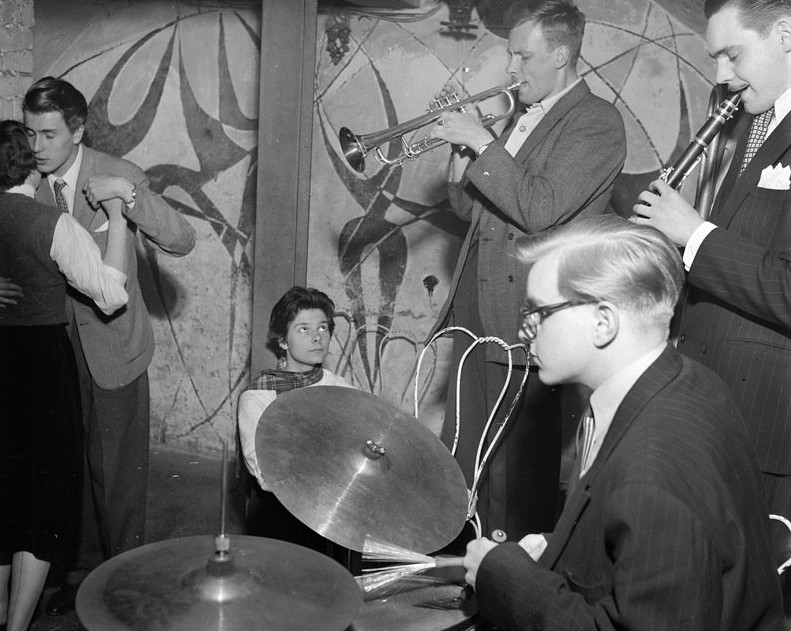
Jazzklubben "Gazell Club" 1952.

Gazell är ett svenskt skivmärke ägt av skivbolaget Gazell Records AB.

## Historik
Gazell grundades 1949 av  John Engelbrekt, vilken från påföljande år även drev jazzklubben Gazell Club på Österlånggatan 29 i Gamla stan i Stockholm. Klubben fick redan 1953 en ny ägare i Orkie Nyström medan skivbolaget 1957 övertogs av den då endast 16-årige Dag Häggqvist, vilken drev det tillsammans med musikern Rune Öfwerman. Häggqvist blev 1960 delägare även i skivbolaget Sonet, med vilket Gazell några år tidigare ingått distributionsavtal. Sedan Sonet 1993 köpts upp av PolyGram återgick Häggqvist och Öfverman dock till att driva Gazell vidare på egen hand igen.
Gazell har sedan starten främst varit inriktat på utgivning av jazz och visa (under de första åren främst lokala tradjazzband från Stockholm), och bland bolagets artister märks kända namn inom svensk jazz som Putte Wickman, Claes Janson, Monica Borrfors och Sofi Hellborg, men även Marie Bergman, The Real Group, Peps Blodsband och Peter Carlsson & Blå Grodorna. Bolagets hittills största kommersiella framgång är trumpetaren Ernie Englunds inspelning av Gotländsk sommarnatt från 1961.
Gazell har även ett eget musikförlag, Gazell Music AB